# Habbo Gerhard Lolling
Habbo Gerhard Lolling (23 de novembre de 1848, Tergast a prop Emden; 22 de febrer de 1894, Atenes) fou un arqueòleg clàssic alemany.
Va estudiar arqueologia i filologia clàssica a la Universitat de Göttingen, rebent el seu doctorat el 1871 amb una dissertació sobre la Medusa. Posteriorment es va establir a Atenes com a tutor. Viuria a Grècia -principalment Atenes- la resta de la seva vida. El 1876 va començar a treballar com a editor pel Verlag Karl Baedeker d'Atenes, i el 1879 va ser contractat com a bibliotecari per l'alemany Archaeological Institut, on va servir en el a la junta de la revista Mitteilungen des Deutschen Archäologischen Instituts, Athenische Abteilung. Des de 1888 i fins a la seva mort, va treballar com a conservador al Museu Arqueològic Nacional d'Atenes.
El 1878 va assistir Carl Humann en una excavació a Pèrgam a l'Àsia Menor. El 1879 va descobrir una tomba Micenàica al poble de Menidi.

## Publicacions destacades
- 1880: Das Kuppelgrab bei Menidi – The domed grave near Menidi.
- 1883: Griechenland. Handbuch für Reisende; (as editor) later published in English as: "Greece. Handbook for travelers". London 1889.
- 1889: Hellenische Landeskunde und Topographie. In: Handbuch der klassischen Altertums-Wissenschaft in systematischer Darstellung – Hellenic cultural studies and topography.[3][4]